# منطقة بوم برأب سترو فا
منطقة بوم برأب سترو فا (بالإنجليزية: Pom Prap Sattru Phai District)‏ هي منطقة من مناطق بانكوك. يبلغ عدد سكانها 50092 نسمة وذلك حسب إحصائيات سنة 2013. تبلغ مساحتها 1.931 كم².

الموقع في بانكوك